# Vlag van Maarn

Vlag van de gemeente Maarn (ca. 1992-2006)

Vlag van Maarn
(1958-ca.1992)

De vlag van Maarn is op een onbekende datum omstreeks 1992 bij raadsbesluit vastgesteld als de gemeentevlag van de Utrechtse gemeente Maarn. De vlag kan als volgt worden beschreven:
Drie banen van gelijke lengte van rood en geel, met op het midden van de scheiding tussen de eerste en de tweede baan een zesspakig wiel ter hoogte van 4/5 van de vlaghoogte, van het een in het ander.
De kleuren van de vlag zijn ontleend aan het gemeentewapen, evenals de banen en het wiel.
Op 1 januari 2006 is Maarn opgegaan in de gemeente Utrechtse Heuvelrug. De vlag is daardoor als gemeentevlag komen te vervallen.

## Voorgaande vlag
Op 24 februari 1958 werd een vlag aangenomen die als volgt wordt beschreven:
Twee banen van gelijke lengte van rood en geel.

## Verwante afbeelding

Het wapen van Maarn

Amerongen 
· Benschop 
· Breukelen 
· Doorn 
· Driebergen-Rijsenburg 
· Harmelen 
· Jutphaas 
· Kamerik 
· Kockengen 
· Leersum 
· Linschoten 
· Loenen 
· Loosdrecht 
· Maarn 
· Maarssen 
· Maartensdijk 
· Mijdrecht 
· Polsbroek 
· Snelrewaard 
· Stoutenburg 
· Vianen 
· Vinkeveen en Waverveen 
· Vleuten-De Meern 
· Vreeswijk 
· Wilnis 
· Zegveld 
· Zuilen